# Nikola Kovač
Nikola Kovač (Pločice, Konavle, 16. prosinca 1936. – Sarajevo, 24. rujna 2007.) bio je bosanskohercegovački esejist, prevoditelj, urednik, romanist, književni i likovni kritičar srpske nacionalnosti. Predsjednik Srpskog prosvjetnog društva "Prosvjeta".

## Životopis
Rođen je 1936. u Pločicama (Konavle). Diplomirao je romanistiku na Filozofskom fakultetu u Sarajevu, gdje je i radio kao redovni profesor. Također je predavao na Sveučilištu "Džemal Bijedić" u Mostaru. Objavio je niz djela, a za svoj rad odlikovan je mnogim nagradama, među kojima su i Šestoaprilska nagrada Grada Sarajeva, nagrada izdavača "Svjetlost", odlikovanje Republike Italije i odlikovanje Republike Francuske. Jedno je vrijeme tijekom rata u Bosni i Hercegovini obnašao dužnost veleposlanika Bosne i Hercegovine u Francuskoj.
Bio je član Akademije znanosti i umjetnosti Bosne i Hercegovine.

## Stav prema Bosni i Hercegovini
"U višenacionalnoj zajednici Bosne i Hercegovine koncept separatizma, nastao i ojačan ratnim nasiljem i progonom stanovništva, apsurdan je i neodrživ. Apsurdan, jer se protivi činjenicama vjekovnog koegzistiranja i međusobnog uvažavanja različitih vjera i tradicija; neodrživ, jer moderna Evropa nalaže suradnju i razmjenu među državama i narodima bez obzira na njihovo porijeklo i uvjerenja. Pitanje je kako će se separatisti dogovarati i sporazumijevati sa strancima ako to nisu u stanju sa sunarodnicima istog porijekla i jezika."

## Nagrade
- Šestoaprilska nagrada Grada Sarajeva (1974.)

## Vanjske poveznice
- Razgovor  Arhivirana inačica izvorne stranice od 27. siječnja 2013. (Wayback Machine) za BH Dane